# Eilema sakalava
Eilema sakalava är en fjärilsart som beskrevs av De Toulgoët 1960. Eilema sakalava ingår i släktet Eilema och familjen björnspinnare. Inga underarter finns listade i Catalogue of Life.